# Danielle Tabor
Danielle Tabor (ur. 1984) – brytyjska aktorka. Znana przede wszystkim z roli Angeliny Johnson w serii filmów o Harrym Potterze.

## Filmografia
- 2001 Harry Potter i Kamień Filozoficzny (Harry Potter and the Sorcerer's Stone) jako Angelina Johnson
- 2002 Harry Potter i Komnata Tajemnic (Harry Potter and the Chamber of Secrets) jako Angelina Johnson
- 2003 UGetMe
- 2004 The Mysti Show
- 2004 Landers
- 2004 Harry Potter i więzień Azkabanu (Harry Potter and the Prisoner of Azkaban) jako Angelina Johnson
- 2006 Casualty